# La Paz (Baja California Sur)
La Paz es una ciudad mexicana, capital y ciudad más poblada del estado de Baja California Sur y a su vez cabecera del municipio de La Paz, está ubicada al sur de la bahía de la Paz, en la costa del golfo de California, al sur de la península de Baja California.

## Toponimia
Los guaycuras, fueron los primeros habitantes de la península y nombraban a este lugar como Airapí, a la llegada de los españoles se le bautizó como Santa Cruz, por haber arribado un 3 de mayo de 1535.
Le dieron a la ciudad y puerto su nombre actual, el 8 de octubre de 1596 se viajó por la península de Baja California, estableció un asentamiento en la bahía que nombró bahía de La Paz y se exploró el litoral del golfo de California, finalmente algunas personas tuvieron que abandonar la península debido a la falta de provisiones.

## Geografía
Se ubica al sur de la península de Baja California en la bahía de la Paz, a 210 kilómetros al sur de Ciudad Constitución, en el municipio de Comondú y a 202 al norte de Cabo San Lucas, municipio de Los Cabos. Se encuentra a 81 km al norte del pueblo mágico de Todos Santos. Sus coordenadas geográficas son 24°08′32″ N y paralelo 110°18′39″O, tiene una altitud de 0 a 27 m s. n. m. Es una de las tres capitales del país que están sobre el litoral del mar.

## Historia

### Primeros pobladores
En una remota antigüedad, calculada en catorce mil años, llegó a la península por la ruta de las costas del océano Pacífico los primeros grupos humanos nómadas, de economía de subsistencia.
Existían tres pueblos indígenas perfectamente definidos en la época prehispánica pericúes, guaycuras y cochimíes. Los pericúes habitaban la parte sur de la península y se extendían hacia el norte, desde Cabo San Lucas hasta la parte media de la península, los guaycuras habitaban la parte media y los cochimíes en el extremo norte. En las inmediaciones de la actual ciudad de La Paz se han descubierto indicios de enterramientos prehispánicos, que arrojan luz sobre las costumbres funerarias de los pericúes. En ese sentido, El Conchalito es un yacimiento de gran importancia arqueológica.

### Descubrimiento español
Se considera actualmente a Hernán Cortés como el descubridor de la península de Baja California, aún cuando el primer europeo que desembarcó en lo que hoy es la península de Baja California fue el piloto y navegante español Fortún Jiménez quien al mando del navío Concepción avistó y visitó en el año 1535 la península, de la cual pensó que era una isla.
El navío Concepción al mando del capitán y comandante de la expedición Diego de Becerra era una de las dos naves que Hernán Cortés envió en 1533, poco después de la conquista de la gran Tenochtitlan, en un segundo viaje de exploración de la mar del Sur (océano Pacífico), la otra nave era el navío San Lázaro al mando del Capitán Hernando de Grijalva.
Zarpó la expedición desde el hoy puerto de Manzanillo en Colima el 30 de octubre de 1533, para el día 20 de diciembre las naves se habían separado, el barco San Lázaro que se había adelantado esperó en vano al navío Concepción durante tres días y al no tener avistamiento del navío acompañante se dedicó a explorar el océano Pacífico y descubrió las Islas Revillagigedo. A bordo del Concepción todo era diferente, el navegante y segundo en el mando Fortún Jiménez se amotinó y asesinó mientras dormía al capitán Diego de Becerra, después agredió a los tripulantes que se mostraron leales al asesinado capitán para posteriormente abandonar a los heridos en las costas de Michoacán junto con los frailes franciscanos que le acompañaban en la travesía.
Fortún Jiménez navegó hacia el noroeste siguiendo la costa y en algún momento giró hacia el oeste y llegó hacia una apacible bahía, hoy se sabe que arribó a la hoy ciudad y puerto de La Paz, él pensó que había arribado a una isla, y jamás supo que había arribado a una península que con el tiempo se convertiría en la península de Baja California, ahí se encontró con nativos que hablaban una lengua no conocida por los españoles y que además estaban semidesnudos, eran diferentes de los nativos del altiplano mexicano.
Los tripulantes que le acompañaban al ver a las mujeres semidesnudas y a causa de la larga vigilia sexual, se dedicaron a tomarlas por la fuerza. Para ese entonces se habían dado cuenta de que en el lugar abundaban las perlas que los nativos extraían de las conchas de moluscos que abundaban en la bahía, así que se dedicaron a saquear el lugar y a abusar de las mujeres. Es necesario resaltar que Fortún Jiménez y acompañantes no otorgaron nombre alguno a ninguno de los sitios que encontraron, serían otros exploradores quienes darían nombre a los lugares visitados por Fortún Jiménez.
El abuso de las mujeres por parte de la tripulación, aunado al saqueo al cual se dedicaron, provocó un violento enfrentamiento con los nativos, que terminó en la muerte de Fortún Jiménez y algunos de sus compañeros, los sobrevivientes se retiraron del lugar, abordaron a duras penas el Concepción, navegaron erráticamente durante varios días hasta llegar a las costas del estado de Jalisco, en donde se toparon con los subalternos de Nuño de Guzmán quienes les requisaron la nave y los tomaron prisioneros.

### Hernán Cortés llega a California y funda el poblado de la Santa Cruz
Después de haber patrocinado dos viajes de exploración en la mar del Sur (océano Pacífico) y sin haber obtenido resultados materiales, Hernán Cortés decidió encabezar el tercer viaje de exploración.
Molesto Cortés porque Nuño de Guzmán, su archienemigo de siempre, le había requisado un buque durante la primera expedición que sufragó, además del buque Concepción que Cortés había enviado en el segundo viaje de exploración de la mar del Sur, decidió enfrentarlo en su propio terreno y desde ahí montar la tercera expedición, para ello preparó un gran número de tropas a pie y a caballo para marchar sobre la provincia de la Nueva Galicia de la cual Nuño de Guzmán era gobernador.

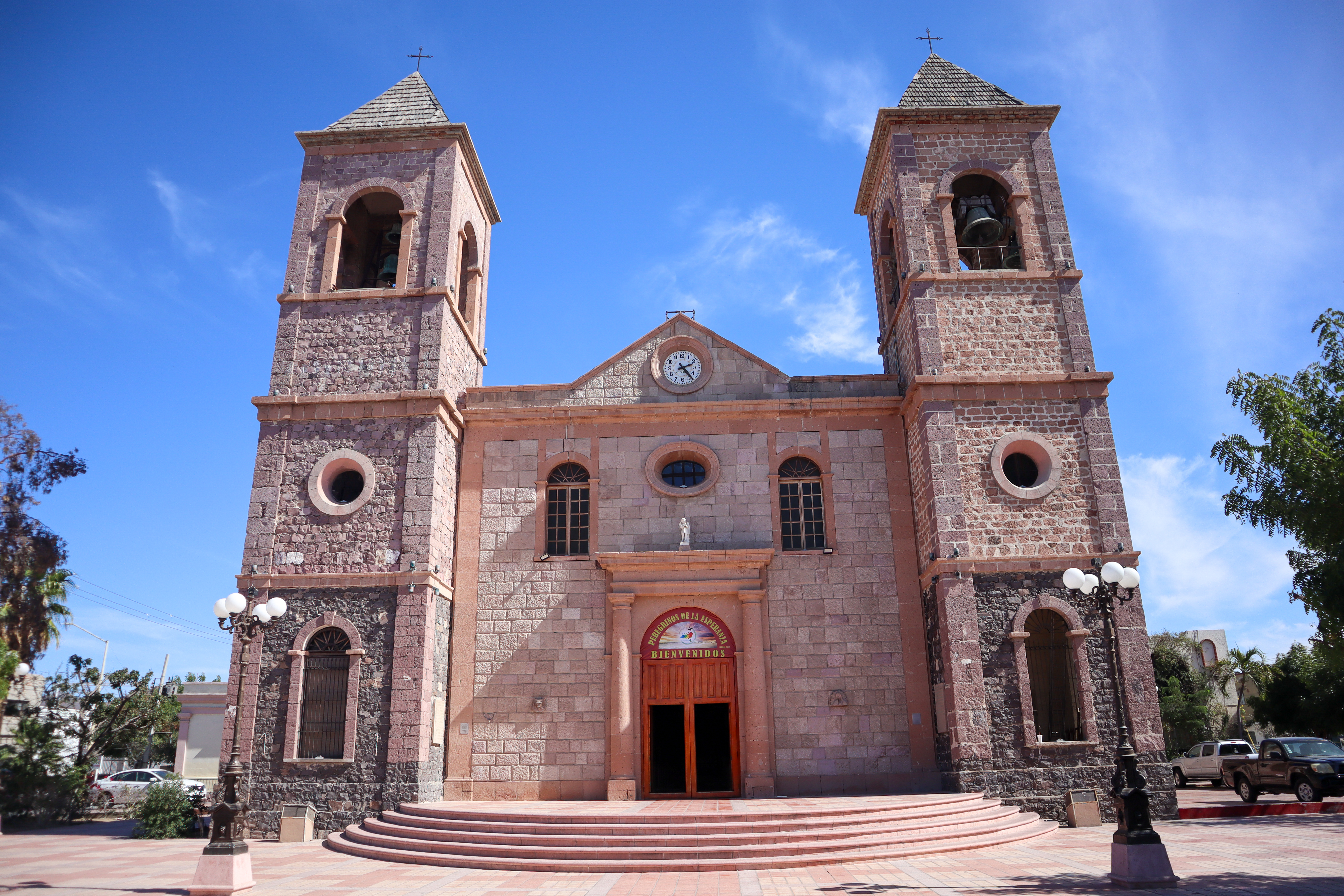
Catedral de Nuestra Señora de La Paz, construida en el siglo XIX en los cimientos de una misión jesuita del siglo XVIII.

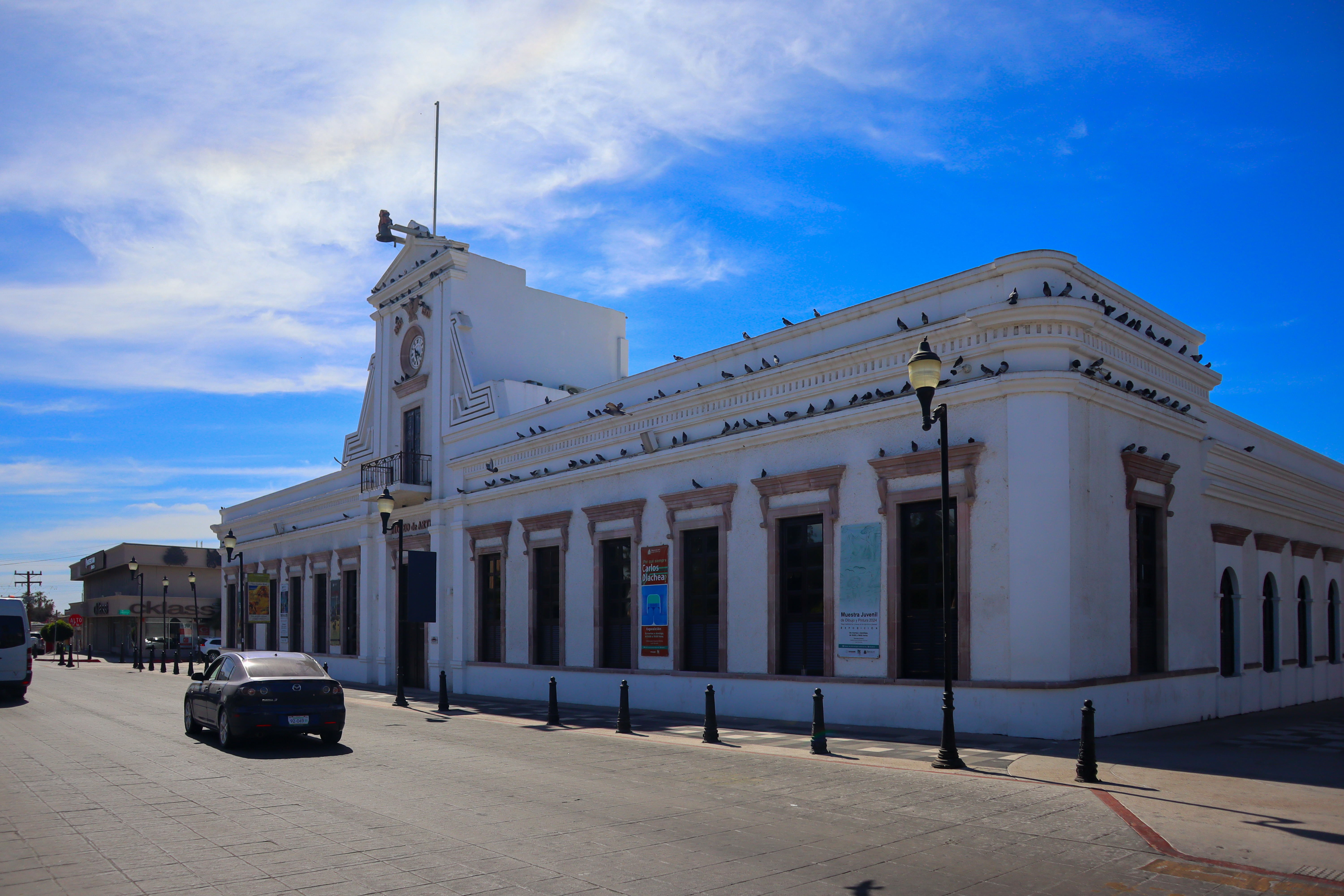
Casa de Gobierno, edificio construido en 1861, actualmente el Museo de Arte de Baja California Sur.

El virrey de la Nueva España Antonio de Mendoza advierte a Hernán Cortés el 4 de septiembre de 1534 «que no enfrentase a quien le había requisado sus barcos» a lo que Hernán Cortés se negó alegando que había gastado más de 100 mil castellanos de oro, además de haber sido designado por su majestad el rey de España Felipe II para conquistar y descubrir nuevos territorios. El temido enfrentamiento entre las huestes de Cortés y Nuño de Guzmán no ocurrió, Nuño de Guzmán le temía a Hernán Cortés.
En Chametla (Sinaloa), después de atravesar los hoy estados de Jalisco y Nayarit, territorio conocido como parte de la audiencia de la Nueva Galicia en esa época, Cortés y su comitiva embarcaron los buques Santa Águeda y San Lázaro en los cuales subieron 113 peones, 40 jinetes con todo de a caballo y dejó en tierra a 60 jinetes más, según lo reportó a la Real Audiencia el gobernador Nuño de Guzmán.
Una vez embarcado en el buque San Lázaro, Cortés junto con su expedición tomó rumbo al noroeste, y el 3 de mayo de 1535 arribó a la bahía que nombró Bahía de la Santa Cruz actualmente La Paz (Baja California Sur), lugar en el cual confirmó la muerte de su subalterno Fortún Jiménez a manos de los nativos.
Una vez que hubo tomado Cortés posesión de la bahía de la Santa Cruz, decidió establecer una colonia, mandó traer a los soldados y bastimentos que había dejado en Sinaloa pero el mal tiempo no le ayudó, los buques se perdieron y únicamente regresó a la bahía de la Santa Cruz un navío llevando una carga de cincuenta fanegas de maíz, insuficientes para alimentar a la población, por lo cual Cortés salió personalmente en busca de víveres, más lo conseguido fue insuficiente por lo cual decidió retornar a la Nueva España con la intención de proveer desde ahí a la nueva colonia.
Al mando del poblado de la Santa Cruz quedó Francisco de Ulloa, pero las quejas de los familiares de quienes se habían quedado en la península hicieron que el virrey ordenara el abandono de la población y el retorno de los pobladores a la Nueva España.
Se dice que a raíz del fracaso de Hernán Cortés en el tercer viaje de exploración, cuando trató infructuosamente de establecer una colonia en las tierras recién descubiertas y que le pertenecían por Real Cédula, nació el nombre de California, nombre con el cual se conocen actualmente la península de Baja California, el golfo de California, y tres estados California, Baja California y Baja California Sur. Un burlón enemigo de Cortés a quien un escritor de la época cita como Alarcón, en clara alusión a Las Sergas de Esplandián, novela de caballería de boga en esos días, dio por nombrar en tono burlesco a las abandonadas tierras como California para herir a Cortés.
Esas tierras siguen llevando tal nombre, además que el golfo de California es conocido también como mar de Cortés.

## Turismo

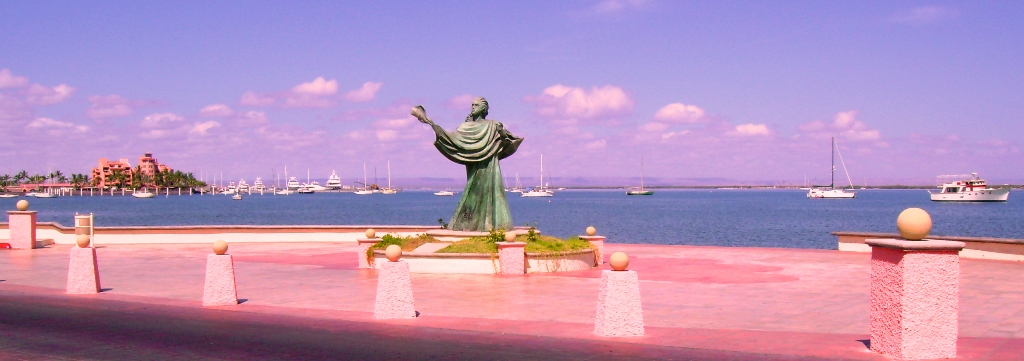
Escultura «Jesús del Caracol» en el malecón de La Paz.

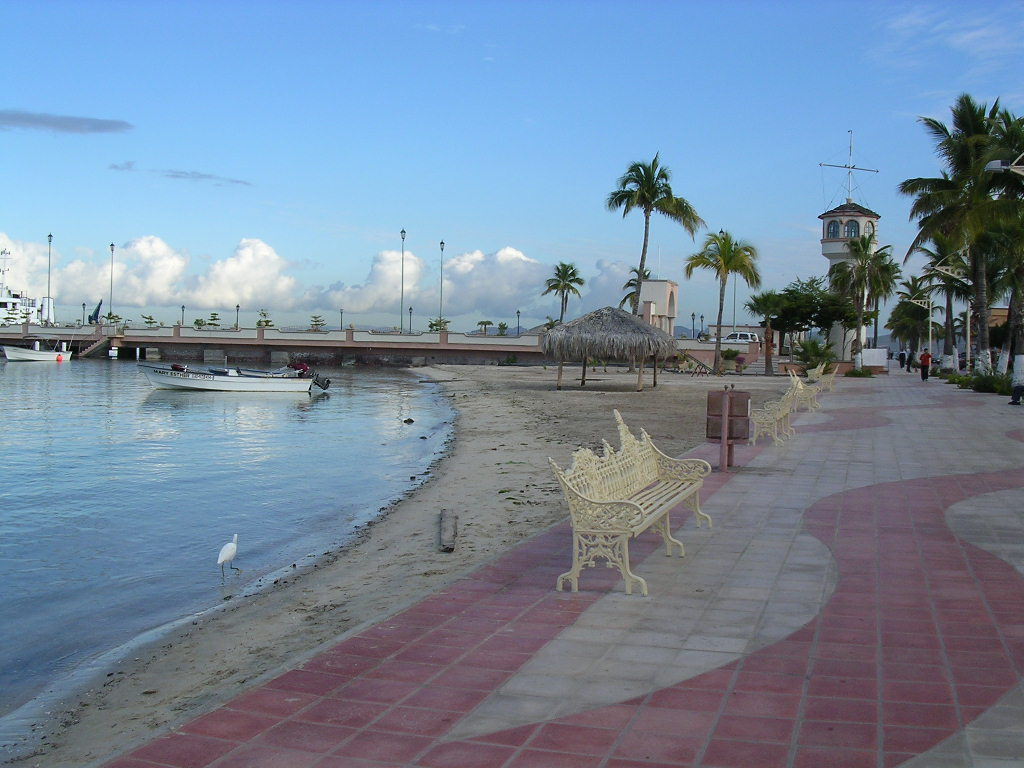
Malecón de La Paz.

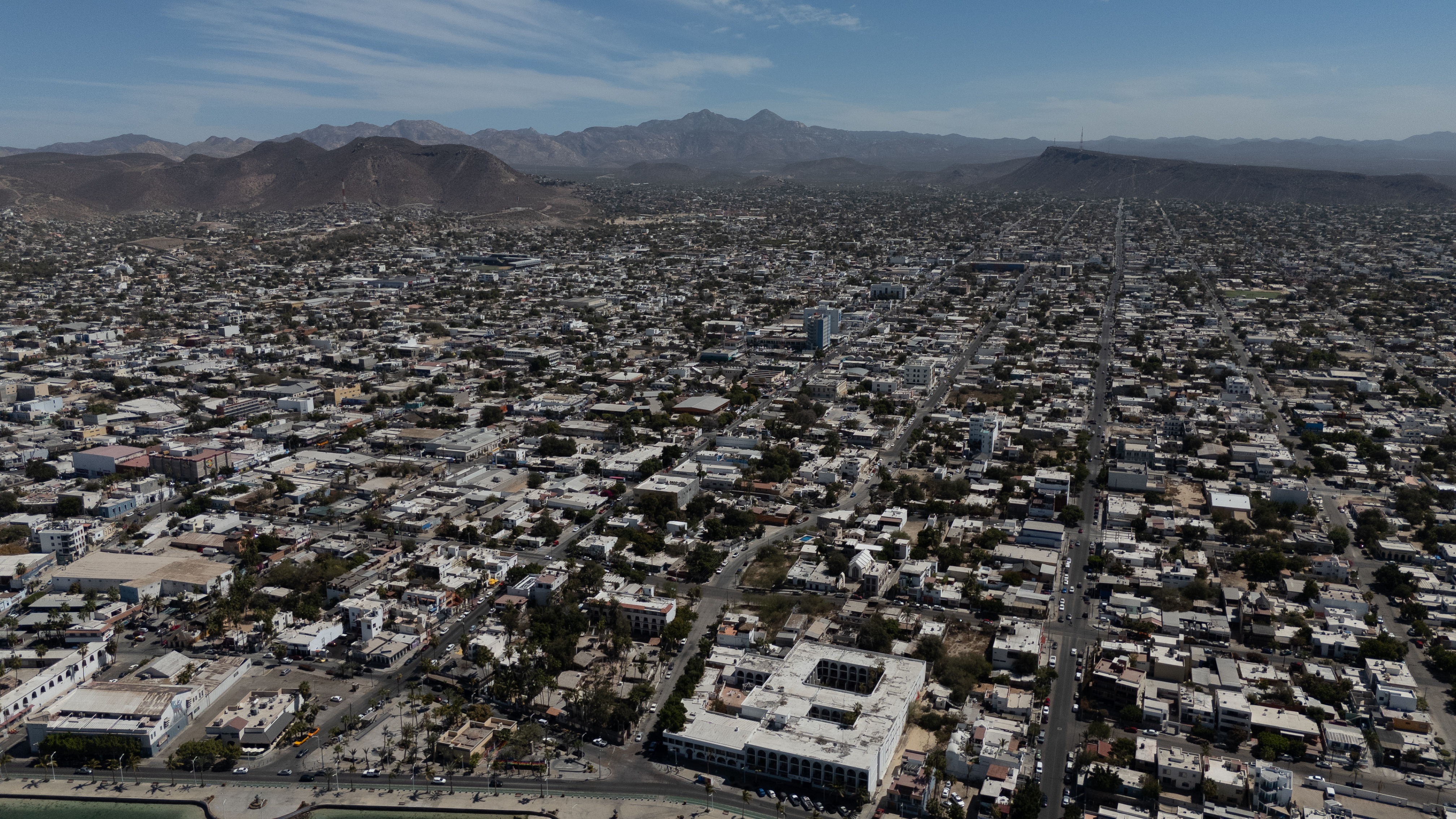
Vista aérea de la ciudad.

La consolidación del turismo como la principal fuente de recursos ha acarreado a la ciudad capital una serie de problemas subyacentes a los recursos naturales destinados a la construcción de los complejos turísticos modernos. La ciudad de La Paz, por su característica desértica y de poca precipitación (menos de 200 mm anuales), históricamente ha sufrido problemas de abasto de agua para la población. La sobreexplotación de los mantos acuíferos ha puesto en entredicho la vocación turística de la ciudad, lo que ha orillado a replantearse y pensar seriamente en su futuro con base en la disposición de recursos hídricos.
Actualmente se debate si se deben cavar pozos más profundos para extraer el agua o instalar plantas potabilizadoras de agua. Este problema se ha aminorado debido a la llegada de los desarrollos turísticos de gran categoría, los cuales cuentan con sus propias plantas de tratamiento de aguas residuales, así como plantas desalinizadoras, las cuales no solo proveen de este recurso a sus desarrollos, sino también aportan a la ciudad agua potable.
La historia del uso del Complejo Insular del Espíritu Santo se remonta a la época prehispánica, cuando las islas eran ocupadas por grupos indígenas de pericúes isleños. Esto lo sabemos por la investigación arqueológica realizada en 1833 por un neerlandés de nombre Hernán Frederic Carel, quien encontró entierros humanos en la isla. Más adelante, los españoles explotaron los yacimientos perleros del complejo, único recurso de interés económico para la Corona española. Al principio utilizaron a los pericúes como mano de obra, aunque más adelante estos se rebelaron y fueron expulsados definitivamente.
Actualmente, Las islas son reconocidas a escala nacional e internacional como ecosistemas de gran valor biológico, social y económico. La belleza y riqueza natural de las islas y sus áreas marinas adyacentes han propiciado que un número creciente de visitantes busquen en ellas la oportunidad de ver y aprender de las numerosas especies, procesos y habitantes que las conforman.
Las islas Partida y Espíritu Santo se ubican entrando a lado derecho de la bahía de La Paz. El complejo insular abarca una superficie aproximada de 100 km cuadrados. Declarada área natural y protegida en 1978 ANP, el antiguo oceanógrafo francés Jacques Cousteau la llamó «El acuario del mundo». El complejo insular fue reconocido como reserva de la biosfera en 1995. Según datos oficiales, la región es asiento de más de mil especies vegetales y animales; 64 de las cuales cuenten con algún grado de protección oficial. Las islas albergan once especies que solo existen en ese lugar, como la liebre negra y a una colonia reproductiva de unos 300 lobos marinos.

## Demografía
En 2020 de acuerdo a datos del XIV Censo General de Población y Vivienda del Instituto Nacional de Estadística y Geografía, la población total de la ciudad de La Paz fue de 250 141 habitantes, significado un aumento de 34 963 habitantes respecto al censo del año 2010.
Es actualmente la ciudad más poblada del estado de Baja California Sur, aunque se espera que en la siguiente década ceda el lugar a Cabo San Lucas que actualmente apenas sobrepasa los 200,000 habitantes, pero que está experimentando tasas de crecimiento aceleradas por el auge del turismo.

### Población de la ciudad La Paz 1921-2020
| Gráfica de evolución demográfica de La Paz entre 1900 y 2020                                                |
| |
| Población de los censos y conteos del Instituto Nacional de Estadística y Geografía (INEGI) de 1900 a 2020. |

## Educación
La Paz es sede de varios centros de estudios superiores, siendo los principales:
- Universidad Autónoma de Baja California Sur (UABCS)
- Universidad Tecnológica de La Paz (UTLP)
- Instituto Tecnológico de La Paz (ITLP)
- Universidad Internacional de La Paz (UNIPAZ)
- Centro Interdisciplinario de Ciencias Marinas (CICIMAR)
- Centro de Investigaciones Biológicas del Noroeste (CIBNOR)
- Centro de Investigación Científica y de Educación Superior de Ensenada (CICESE) Campus La Paz
- Benemérita Escuela Normal Urbana Prof. Domingo Carballo Félix (BENU)
- Escuela Normal Superior del Estado de Baja California Sur (ENSBCS)
- Universidad de Tijuana Campus La Paz (CUT)
- Tecnológico de Baja California. Universidad Católica Campus La Paz
- Universidad del Desarrollo Profesional (UNIDEP) Plantel La Paz
- Universidad Intercontinental
- Instituto Mar de Cortés. (Sede de la Universidad Virtual del ITESM)
- Instituto Cultural Tecnológico Cuincacalli (ICTEC)
- Centro de Capacitación para el Trabajo Industrial (CECATI 39)
- Escuela Superior de Cultura Física para Baja California Sur (ESCUFI)
- Universidad Mundial (UM)

### Librerías
- Casa del Libro Sudcaliforniano (ISC)

## Clima
| Parámetros climáticos promedio de La Paz (normales 1991-2020, extremos 1951-2020) | Parámetros climáticos promedio de La Paz (normales 1991-2020, extremos 1951-2020) | Parámetros climáticos promedio de La Paz (normales 1991-2020, extremos 1951-2020) | Parámetros climáticos promedio de La Paz (normales 1991-2020, extremos 1951-2020) | Parámetros climáticos promedio de La Paz (normales 1991-2020, extremos 1951-2020) | Parámetros climáticos promedio de La Paz (normales 1991-2020, extremos 1951-2020) | Parámetros climáticos promedio de La Paz (normales 1991-2020, extremos 1951-2020) | Parámetros climáticos promedio de La Paz (normales 1991-2020, extremos 1951-2020) | Parámetros climáticos promedio de La Paz (normales 1991-2020, extremos 1951-2020) | Parámetros climáticos promedio de La Paz (normales 1991-2020, extremos 1951-2020) | Parámetros climáticos promedio de La Paz (normales 1991-2020, extremos 1951-2020) | Parámetros climáticos promedio de La Paz (normales 1991-2020, extremos 1951-2020) | Parámetros climáticos promedio de La Paz (normales 1991-2020, extremos 1951-2020) | Parámetros climáticos promedio de La Paz (normales 1991-2020, extremos 1951-2020) |
| Mes                                                                               | Ene.                                                                              | Feb.                                                                              | Mar.                                                                              | Abr.                                                                              | May.                                                                              | Jun.                                                                              | Jul.                                                                              | Ago.                                                                              | Sep.                                                                              | Oct.                                                                              | Nov.                                                                              | Dic.                                                                              | Anual                                                                             |
| --------------------------------------------------------------------------------- | --------------------------------------------------------------------------------- | --------------------------------------------------------------------------------- | --------------------------------------------------------------------------------- | --------------------------------------------------------------------------------- | --------------------------------------------------------------------------------- | --------------------------------------------------------------------------------- | --------------------------------------------------------------------------------- | --------------------------------------------------------------------------------- | --------------------------------------------------------------------------------- | --------------------------------------------------------------------------------- | --------------------------------------------------------------------------------- | --------------------------------------------------------------------------------- | --------------------------------------------------------------------------------- |
| Temp. máx. abs. (°C)                                                              | 35.2                                                                              | 37.7                                                                              | 38.4                                                                              | 41.0                                                                              | 42.6                                                                              | 43.0                                                                              | 44.0                                                                              | 42.5                                                                              | 42.5                                                                              | 40.0                                                                              | 38.5                                                                              | 36.0                                                                              | 44.0                                                                              |
| Temp. máx. media (°C)                                                             | 25.3                                                                              | 26.6                                                                              | 29.3                                                                              | 32.1                                                                              | 35.3                                                                              | 37.4                                                                              | 38.2                                                                              | 37.8                                                                              | 35.8                                                                              | 34.1                                                                              | 29.8                                                                              | 25.5                                                                              | 32.3                                                                              |
| Temp. media (°C)                                                                  | 18.7                                                                              | 19.6                                                                              | 21.3                                                                              | 23.6                                                                              | 26.1                                                                              | 28.6                                                                              | 30.9                                                                              | 31.5                                                                              | 30.2                                                                              | 27.6                                                                              | 23.4                                                                              | 19.6                                                                              | 25.1                                                                              |
| Temp. mín. media (°C)                                                             | 12.0                                                                              | 12.6                                                                              | 13.4                                                                              | 15.0                                                                              | 16.9                                                                              | 19.8                                                                              | 23.7                                                                              | 25.2                                                                              | 24.6                                                                              | 21.1                                                                              | 17.1                                                                              | 13.8                                                                              | 17.9                                                                              |
| Temp. mín. abs. (°C)                                                              | 2.0                                                                               | 2.5                                                                               | 3.0                                                                               | 4.5                                                                               | 8.5                                                                               | 10.0                                                                              | 15.0                                                                              | 16.0                                                                              | 16.0                                                                              | 10.0                                                                              | 6.5                                                                               | 2.0                                                                               | 2.0                                                                               |
| Precipitación total (mm)                                                          | 9.2                                                                               | 5.9                                                                               | 0.8                                                                               | 0.2                                                                               | 0.2                                                                               | 0.5                                                                               | 11.7                                                                              | 46.5                                                                              | 83                                                                                | 14.7                                                                              | 6.5                                                                               | 7.5                                                                               | 186.7                                                                             |
| Días de precipitaciones (≥ 0.1 mm)                                                | 1.1                                                                               | 0.8                                                                               | 0.2                                                                               | 0.0                                                                               | 0.1                                                                               | 0.1                                                                               | 1.3                                                                               | 3.9                                                                               | 4.2                                                                               | 1.3                                                                               | 0.8                                                                               | 0.9                                                                               | 14.7                                                                              |
| Fuente: SMN                                                                       |                                                                                   |                                                                                   |                                                                                   |                                                                                   |                                                                                   |                                                                                   |                                                                                   |                                                                                   |                                                                                   |                                                                                   |                                                                                   |                                                                                   |                                                                                   |

El clima de la ciudad de La Paz está influenciado por la zona geográfica inmediata a la que está referida, por su latitud se encuentra en la franja donde se sitúan los mayores desiertos del mundo, también es de resaltar que, la ciudad de La Paz, se encuentra justo a unos cuantos kilómetros arriba del Trópico de Cáncer el cual es una línea imaginaria que señala los límites globales de las zonas tropicales con clima cálido y monzones. Geográficamente la Península de Baja California es una cuña de Norteamérica que se interna en el Océano Pacífico y comparte el característico clima desértico del llamado Desierto de Sonora que abarca parte de los estados norteños mexicanos de Sonora, Baja California y Chihuahua, además de parte de Arizona, Nevada, California y Nuevo México en los Estados Unidos de América.
Tras el paso de la ola de frío ártico (2 al 6 de febrero de 2011) que afectó al norte de México, el aeropuerto de la ciudad de La Paz registró un valor bajo de temperatura: a las 6:42 del domingo 6 de febrero de 2011 el termómetro registró 1.8 °C, con sensación térmica de -0.7 °C.[cita requerida]
Durante el 14 de septiembre de 2014 la ciudad de La Paz comenzó a sentir los efectos del acercamiento del Huracán de categoría IV Odile del Pacífico mexicano, el cual tocó tierra durante las últimas horas del mencionado día sobre la ciudad de Cabo San Lucas, Los Cabos, y durante la madrugada del lunes 15 de septiembre de 2014, comenzó a afectar al sur del municipio paceño. La ciudad de La Paz comenzó a experimentar vientos fuertes a partir de las 20:00 del domingo 14 de septiembre, los vientos se incrementaron en las últimas horas del día y la lluvia comenzó a caer. El huracán Odile tuvo su máximo acercamiento a la ciudad de La Paz aproximadamente a las 4:00 del lunes 15 de septiembre cuando su centro pasó a unos 40 km al oeste de la ciudad como un huracán categoría III en la escala de huracanes Saffir-Simpson. La Paz experimentó viento intenso con registros máximos de 205 km/h sobre todo de las 3:00 a las 7:00 de ese día 15 de septiembre. El registro de lluvia para la ciudad durante el evento fue de 145 mm y la ciudad experimentó cortes de energía eléctrica y de suministro de agua potable durante el ciclón y en días posteriores, además de cuantiosos daños económicos y de infraestructura física urbana, educativa, deportiva y demás. La mayor concentración de lluvia en la capital de Baja California Sur suele presentarse en los meses de julio, agosto y septiembre cuando las precipitaciones suelen ser más continuas y diarias y en media medida en los meses de diciembre, enero y febrero ante el paso de importantes sistemas invernales,corrientes en chorro y subtropicales.

## Salud
Cuenta con centros e instituciones que brindan atención médica como la Secretaría de Salud que cuenta con el nuevo Hospital con especialidades Juan María de Salvatierra, el cual cuenta con un área exclusiva para oncología pediátrica, así mismo la Secretaría de Salud cuenta con una torre que brinda servicio a toda persona afiliada al Seguro Popular, cuenta con la Unidad de Hemodiálisis, un Banco de sangre, una Unidad Médica en Salud Mental, centros de salud y muchas otras unidades más, el Instituto Mexicano del Seguro Social (IMSS) que asu vez cuenta con una clínica Familiar #34 y La Unidad Médica Ambulatoria (UMA) en la que se realian cirugías de carácter ambulatorio. De igual manera se encuentra el Nuevo Hospital del ISSSTE, el Sanatorio Naval, el hospital de la Secretaría de la Defensa Nacional, en el que se atiende a una gran cantidad de pacientes brindando servicios de consulta externa, hospitalización y especialidades, en la ciudad de La Paz también existen una gran cantidad de unidades de salud privados los cuales son se suma importancia para la población de La Paz.
A nivel nacional se tiene una incidencia alta en padecimientos de diabetes mellitus, hipertensión arterial, insuficiencia renal así como en los siniestros automovilísticos, pese a los programas de difusión de salud pública y a la prevención de los accidentes automovilísticos la incidencia no disminuyen.
Según el Plan Estatal de Desarrollo Baja California Sur 2005-2011 durante el 2006, debido al cáncer cervicouterino se presentaron 24 defunciones representando una tasa de 18/100 000 mujeres de más de 25 años, esto significa que cada 10 muere aproximadamente una mujer por esta enfermedad. Por lo que unas de las estrategias y medidas de acción en el sector salud es disminuir los cáncer cervicouterinos dando atención oportuna en mujeres de 25 a 64 años de edad, mejorando la calidad de las tomas, el grado de eficiencia de los laboratorios y el seguimiento de las pacientes.

## Calidad del aire
En los últimos años, la calidad del aire en La Paz ha empeorado significativamente. Diversos monitoreos realizados por organizaciones no gubernamentales, como Bcsicletos y CERCA, han reportado niveles preocupantes de contaminación. Los principales emisores de estos contaminantes son las fuentes fijas y móviles.

### Fuentes móviles

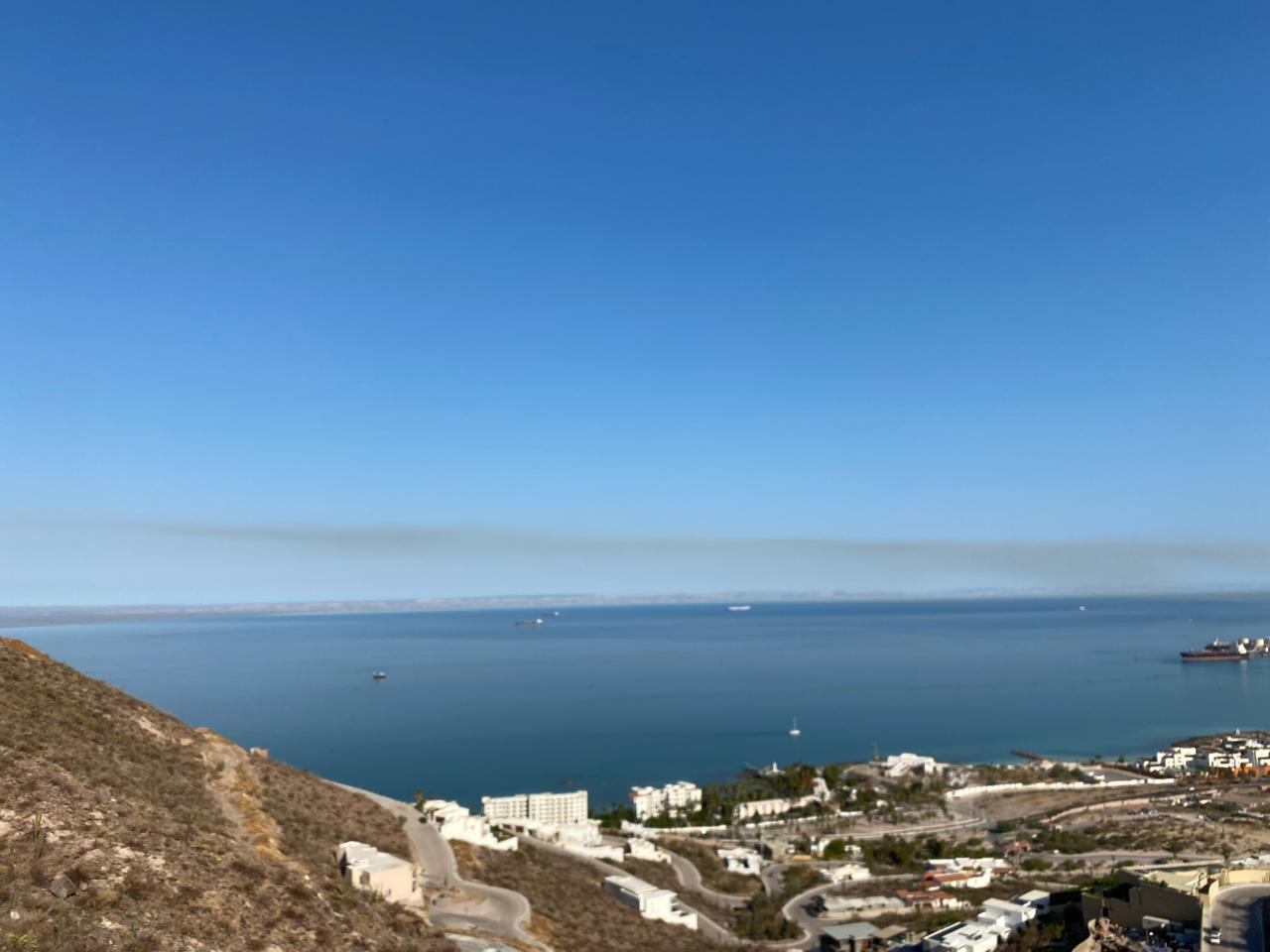
Foto panorámica de la Paz Baja California Sur mostrando contaminación del aire.

## Deporte

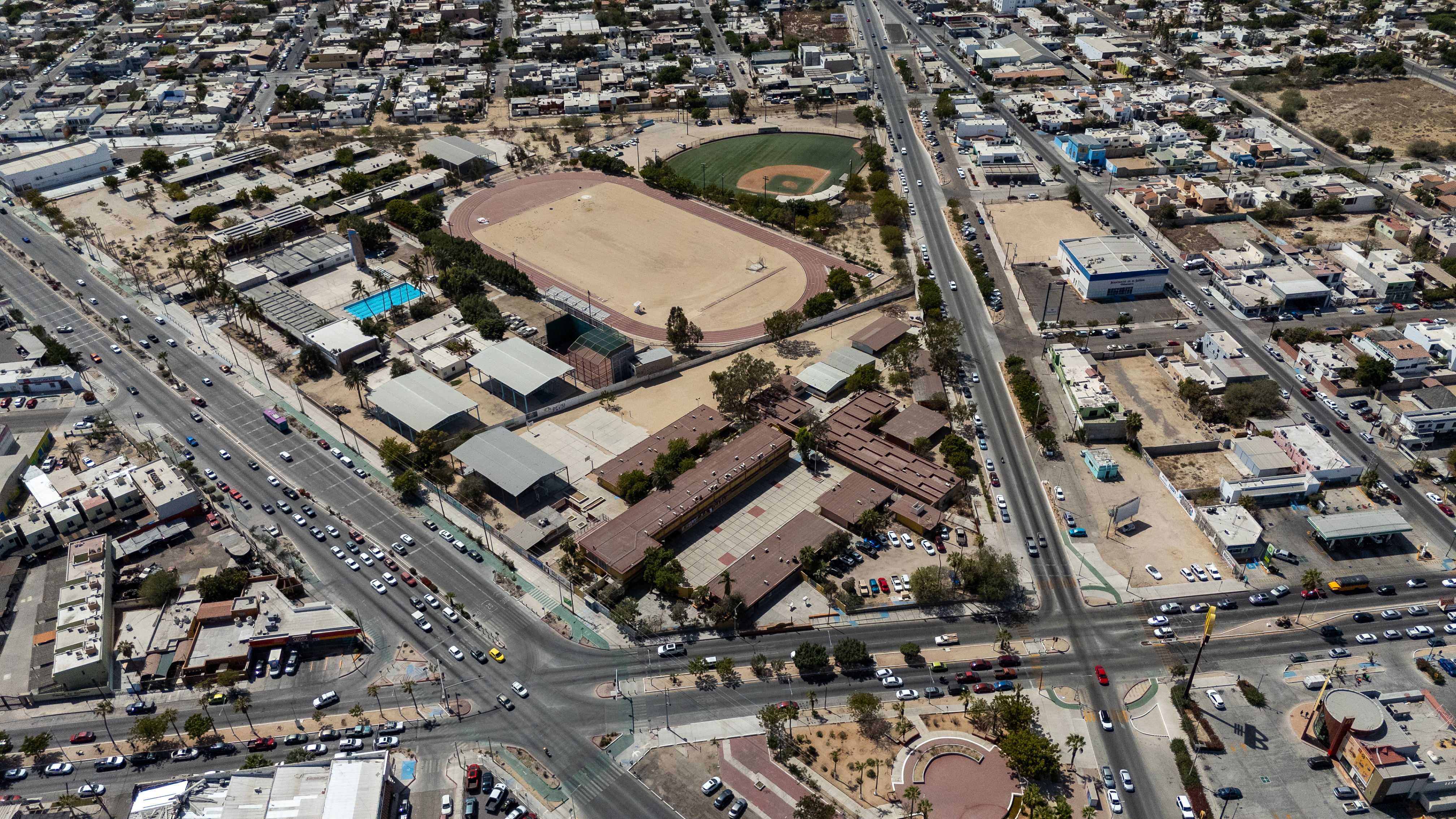
Unidad Deportiva del CREA